# Karl Gotch
Charles Istaz (Antwerp, 3 de agosto de 1924 - Tampa, 28 de julho de 2007) foi um lutador profissional e treinador belga, mais conhecido por seu nome de ringue, Karl Gotch. No Japão, Gotch era conhecido como o "God of Wrestling" ("Deus do Wrestling") devido a sua influência na formação do estilo de luta profissional japonês.

## Vida pregressa
Istaz nasceu em Antuérpia, Bélgica, filho de pai húngaro e mãe alemã, mas cresceu em Hamburgo, Alemanha. Ele aprendeu luta greco-romana ainda criança e desde o início ele era um atleta reconhecido. Ele lutou no "The Hippodroom", um notável centro esportivo em Antuérpia, onde lutas amadoras como lutas de boxe, partidas de savate e lutas de wrestling eram travadas.

## Carreira

### Luta amadora
Istaz destacou-se na luta amadora, competindo pela Bélgica nas Olimpíadas de 1948, tanto no freestyle quanto na luta greco-romana. Gotch também treinou a arte marcial indiana de Pehlwani. Ele também adotou outros exercícios indianos, como a ponte e agachamentos. A filosofia de Gotch foi depois passada para vários de seus alunos.

### Luta profissional

#### Europa e Estados Unidos
A carreira de luta profissional de Istaz começou após o treinamento no "Snake Pit", dirigido pelo renomado lutador de catch Billy Riley. Ele estreou na década de 1950, lutando em toda a Europa sob o nome de Karl Krauser,  ganhando vários títulos, incluindo o Campeonato Alemão dos Pesos-Pesados e o Campeonato Europeu.
No final dos anos 1950, Istaz mudou-se para os Estados Unidos e começou a lutar como Karl Gotch. Nos Estados Unidos, o estilo de luta-livre de Gotch e a falta de carisma o impediram de obter grande popularidade na época. Em 1961, ele ganhou o Campeonato Mundial dos Pesos-Pesados da American Wrestling Alliance (Ohio). Gotch manteve o cinturão por dois anos antes de perdê-lo para Lou Thesz, um dos poucos lutadores americanos que ele respeitava pela semelhança de estilos (os dois também compartilham uma origem alemã / húngara). Em 1962, Gotch se envolveu em uma briga de bastidores com o então campeão mundial dos pesos-pesados da NWA, "Nature Boy" Buddy Rogers, no qual Rogers foi ferido. O incidente alienou Gotch dos promotores americanos e ele começou a procurar trabalho no Japão.
Ele retornou aos Estados Unidos por um período na década de 1970, com uma breve passagem pela World Wide Wrestling Federation (WWWF) de agosto de 1971 a fevereiro de 1972. Em 6 de dezembro de 1971, ele se juntou a Rene Goulet para ganhar o Campeonato Mundial de Duplas da WWF dos campeões inaugurais, Luke Graham e Tarzan Tyler no Madison Square Garden. Eles perderam o título em 1 de fevereiro de 1972, para o "Baron" Mikel Scicluna e King Curtis.

#### Japão
Durante a década de 1960, Gotch começou a lutar em outros países. Ele lutou na Austrália como Karl Krauser e, em 1965, derrotou Spiros Arion para ganhar o Campeonato dos Pesos-Pesados da International Wrestling Alliance. Ele também começou a trabalhar no Japão, onde se tornou muito popular devido ao seu estilo de luta amadora. Ele lutou no evento principal do primeiro show realizado pela New Japan Pro Wrestling (NJPW) em 6 de março de 1972, derrotando Antonio Inoki. Seu combate final ocorreu em 1 de janeiro de 1982, quando derrotou Yoshiaki Fujiwara com o suplex alemão. Ao longo dos anos 1970 e 1980, Gotch trabalhou como roteirista e treinador para a NJPW. Ele treinou diversos lutadores no Japão, incluindo Hiro Matsuda, Satoru Sayama, Osamu Kido, Barry Darsow, Minoru Suzuki e Fujiwara.

## Vida pessoal
Istaz era casado e tinha uma filha e vivia na Flórida.

## Legado e morte
Gotch ficou conhecido como "Kamisama" no Japão. O estilo de luta de Gotch teve um grande impacto em Inoki, que adotou e popularizou seu estilo de submissões. Alguns dos discípulos de Istaz fundaram a Universal Wrestling Federation (Japão) no Japão em 1984, que utilizou o estilo realista de lutas. O sucesso da UWF e de promoções semelhantes influenciaram a luta profissional japonesa nas décadas subsequentes e mudaram o estilo na NJPW e All Japan Pro Wrestling.
O suplex alemão é nomeado em homenagem a Gotch. Gotch foi introduzido ao Wrestling Observer Hall of Fame como parte da classe inaugural em 1996. Em 2007, ele foi introduzido ao Professional Wrestling Hall of Fame.
Istaz morreu em 28 de julho de 2007 em Tampa, Flórida, aos 82 anos.

## Títulos e prêmios
- American Wrestling Alliance (Ohio)
  - AWA World Heavyweight Championship (1 vez)[1]

- George Tragos/Lou Thesz Professional Wrestling Hall of Fame
  - Classe de 2009[11]
- New Japan Pro Wrestling
  - NJPW Real World Championship (2 vezes)[1]

- Professional Wrestling Hall of Fame and Museum
  - Classe de 2007[3]

- Tokyo Sports
  - Prêmio de Serviço (2007)[12]

- World Championship Wrestling (Austrália)
  - IWA World Heavyweight Championship (1 vez)

- World Wide Wrestling Federation
  - WWWF World Tag Team Championship (1 vez) - com Rene Goulet[5]

- Worldwide Wrestling Associates
  - WWA World Tag Team Championship (2 vezes) - com Mike DiBiase

- Wrestling Observer Newsletter
  - Hall da Fama do Wrestling Observer Newsletter (classe de 1996)[5]